# Bottrop
Bottrop és una ciutat del Rin del Nord-Westfàlia a la regió del Ruhr. Es tracta de la 49a ciutat més gran d'Alemanya.
Té el port fluvial més gran del Ruhr.

## Personatges il·lustres
- Josef Albers
- August Everding
- Theo Jörgensmann
- Ludger Jochmann
- Herbert Preuthen